# Hora Svaté Kateřiny
Hora Svaté Kateřiny (in tedesco Sankt Katharinaberg) è una città della Repubblica Ceca facente parte del distretto di Most, nella regione di Ústí nad Labem.